# Malthusianisme

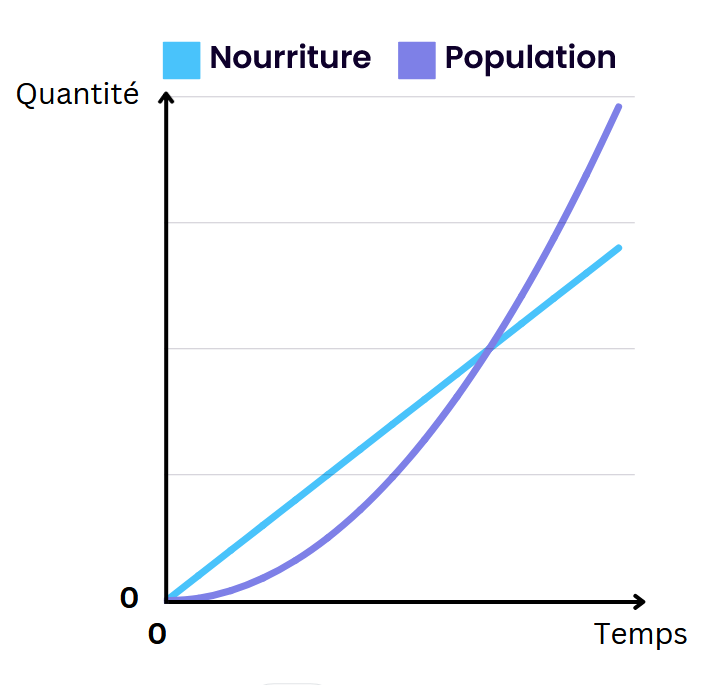
Les ciseaux malthusiens prédisent qu'en laissant la population croître, la famine et les morts de masse ne peuvent qu'advenir.

Le malthusianisme est une doctrine politique prônant la restriction démographique inspirée des travaux de l'économiste britannique Thomas Malthus. Le terme est utilisé pour la première fois par Pierre-Joseph Proudhon en 1849.
À l'origine doctrine hostile à l'accroissement de la population d'un territoire ou d'un État et préconisant la restriction volontaire de la natalité, le mot « malthusianisme » désigne aussi par extension toute attitude réservée devant la vie et le développement.

## Théorie de Malthus

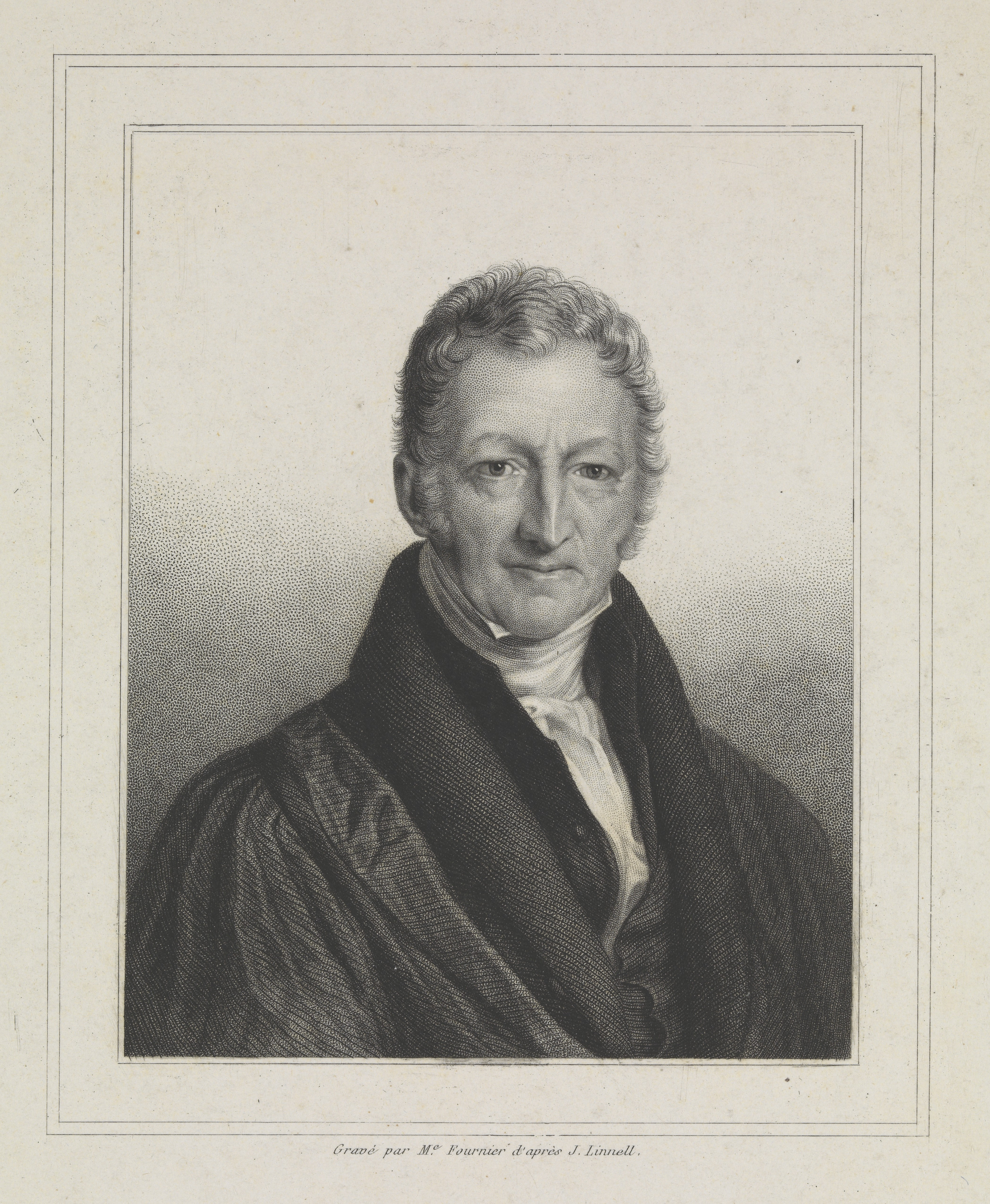
Thomas Malthus, gravure datant de 1834.

Thomas Malthus a formulé le premier sa crainte des effets dévastateurs du développement libre, et donc selon lui exponentiel, de la population humaine. Des récits de voyages de son époque — en particulier ceux de James Cook —, Malthus a tiré une loi naturelle des sociétés naturelles : la population tend à croître plus rapidement que ses ressources, jusqu'à ce qu'interviennent des freins ou des limites à cette croissance (nommés checks). Ces derniers entraînent la population à un niveau permettant de nourrir l'ensemble.
Ces obstacles — ou checks — sont de deux natures : d'une part, les positive checks (aussi traduits en français par « obstacle répressif » ou « obstacle malthusien »), qui s'imposent de l'extérieur de façon brutale, à l'instar des famines ou des épidémies ; d'autre part, les preventive checks (ou « obstacles préventifs »), qui désignent les décisions conscientes prises en connaissance de cause pour freiner la croissance démographique : avortement, contrôle des naissances, célibat, entre autres. D'après Malthus, même chez les peuples dits primitifs, les obstacles préventifs existent. Ainsi, la difficulté de se procurer de la nourriture dans les tribus d'Indiens d'Amérique les oblige à vivre à de grandes distances les unes des autres, à défendre leur territoire de chasse et, afin d'éviter le peuplement, ils procréent peu : un ou deux enfants par famille. Malthus s'appuie ici aussi notamment sur les écrits de James Cook, qui s'étonne du peu d'ardeur amoureuse dans ces tribus.

## Postérité
Le « modèle malthusien » de formation du revenu minimal des économistes classiques n'a rien à voir avec le « comportement malthusien », restriction volontaire, non seulement de procréation, mais aussi de production.
Alfred Sauvy, économiste et démographe français, et grand pourfendeur de ce comportement, admet que le nom de Malthus « désigne un état d'esprit doctrinal plus que l'homme qui a porté ce nom. » Pour Malthus, seule la procréation des familles peu sûres de pouvoir nourrir leurs enfants devait être restreinte, et ceci par une chasteté volontaire très éloignée des politiques antinatalistes qui seront désignées par la suite comme néo-malthusiennes.
Les préoccupations écologiques renouvellent aujourd'hui la problématique malthusienne. Ainsi, certains, comme le commandant Jacques-Yves Cousteau, voient dans l'excessive population humaine le principal obstacle à la sauvegarde des espèces animales et végétales.

## Surpopulation et comportement humain
Une série d'expériences conduites par l'éthologue américain John B. Calhoun a montré que lorsqu'une population de rats de laboratoire est laissée libre de s'accroître sans limites dans un espace restreint, les rats développent des comportements extrêmement anormaux pouvant mener à l'extinction de la population.
Selon Paul Leyhausen : « Près de cinq ans dans un camp de prisonniers m'ont appris que les sociétés humaines surpeuplées reflètent dans le moindre détail les symptômes des communautés de loups, chats, chèvres, souris, rats, lapins et que toutes les différences sont liées aux particularités des espèces ; les aspects fondamentaux de l'interaction et de l'organisation sociale sont en principe identiques et il y a une véritable homologie entre l'Homme et l'Animal à travers toute l'espèce de vertébrés ».
Dans les dernières années de sa vie, l'anthropologue et ethnologue français Claude Lévi-Strauss rappelle le problème que soulève la surpopulation humaine : « Ce que je constate : ce sont les ravages actuels ; c'est la disparition effrayante des espèces vivantes, qu'elles soient végétales ou animales ; et le fait que du fait même de sa densité actuelle, l'espèce humaine vit sous une sorte de régime d'empoisonnement interne — si je puis dire — et je pense au présent et au monde dans lequel je suis en train de finir mon existence. Ce n'est pas un monde que j'aime ».

## Critiques
Ester Boserup a vigoureusement contredit Malthus en mettant en évidence les effets positifs de la croissance de la population sur la production agricole.
Dans le cadre des théories malthusiennes, plus l’agriculture est intensive, plus l'effort de travail nécessaire est grand, non seulement pour une surface donnée mais aussi pour un gain donné. Cela explique la différence entre la croissance de la population qui serait exponentielle et celle des ressources qui serait linéaire. En conséquence, avec l’emploi de main-d’œuvre supplémentaire, une limite est atteinte quand celle-ci ne peut plus être nourrie.
Selon les recherches de Boserup, la croissance de la population conduit les pays en développement à adapter leurs techniques agraires. La croissance de la population pousse à quitter une agriculture itinérante avec des friches de plusieurs années pour s’orienter vers une réduction des temps de friche et finalement pour une culture en continu faisant appel aux engrais et à l’irrigation. À travers l’innovation, les populations réunissent les conditions nécessaires pour une croissance supplémentaire.
Le modèle de croissance puis de récession en boucle fermée, proposé par Malthus, serait donc plutôt une spirale progressant vers le haut.
On peut cependant avancer que les techniques agraires permettent certes de produire plus, mais au coût d'une pollution croissante pour l'air, les sols mais aussi pour les produits, avec des conséquences néfastes sur la santé et sur la reproduction humaine. Cette rétroaction est pour l'heure bien plus indirecte que dans la théorie de Thomas Malthus, mais on retrouve un positive check, car l'obstacle à la croissance est répressif et non préventif.

## Dans la fiction

### Littérature
- 1932 : Le Meilleur des mondes (Brave New World) d'Aldous Huxley, dépeint une société future malthusienne.
- 1966 : Soleil vert (Make Room! Make Room!) de Harry Harrison
- 2007 : Le Parfum d'Adam de Jean-Christophe Rufin
- 2013 : Inferno de Dan Brown

### Cinéma
- 1973 : Soleil vert (Soylent Green) de Richard Fleischer
- 1976 : L'Âge de Cristal (Logan’s Run) de Michael Anderson
- 1996 : La Belle Verte de Coline Serreau
- 2015 : Kingsman : Services secrets (Kingsman: The Secret Service) de Matthew Vaughn
- 2016 : Inferno de Ron Howard
- 2017 : Seven Sisters (What Happened to Monday) de Tommy Wirkola
- 2018 : Avengers: Infinity War d'Anthony et Joe Russo (Thanos)

### Télévision
- 2013 : Utopia de Dennis Kelly

### Jeux vidéo
- 2018 : Xenoblade Chronicles 2, de Monolith Soft, l'antagoniste principal Amalthus veut réduire la population par la guerre et le contrôle des ressources avant la perte de toutes les terres cultivables.